# Hawaii Opera Theatre
L’Hawaii Opera Theatre (HOT) est une compagnie lyrique située à Honolulu, fondée en 1961. Elle joue trois opéras entre février et mars au sein du Blaisdell Concert Hall. Une production estivale de Gilbert et Sullivan ou un « musical » a été ajouté à partir de 2004.
Le premier opéra a y avoir été représenté était Madame Butterfly de Puccini dans l'auditorium de la McKinley High School en 1961. Pendant les deux décennies suivantes la compagnie fit partie de l'Honolulu Symphony. En 1980, elle devient une société exempte de taxes avec une première saison complètement indépendante en 1981 : La Bohème, Lucia di Lammermoor et Carmen. L'actuel directeur général et artistique, Henry G. Akina, rejoint la compagnie en 1996. La saison estivale 2004 débuta avec The Mikado, suivi par The Pirates of Penzance (2005), puis Le Roi et moi avec Richard Chamberlain (2006).

## Liens
- (en) Site officiel